# Глибокий Лог
Глибо́кий Лог (рос. Глубокий Лог) — селище у складі Верхньопишминського міського округу Свердловської області.
Населення — 130 осіб (2010, 127 у 2002).
Національний склад станом на 2002 рік: росіяни — 86 %.